# 斗笠

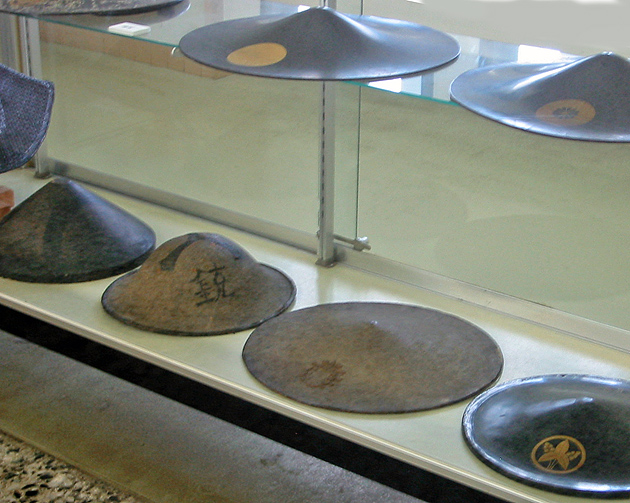
斗笠

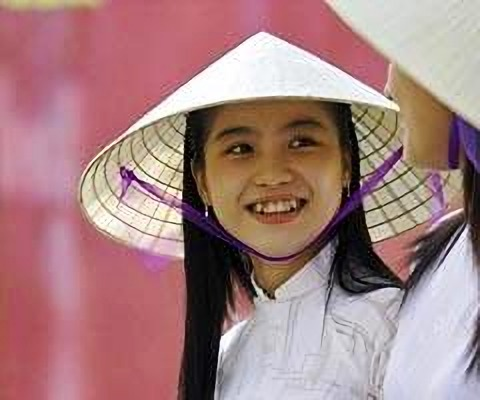
頭戴斗笠的越南少女

斗笠，又稱笠帽、竹笠、箬笠，是一種以竹子編成的寬大帽子，呈圓錐形，是將成熟竹子劈成竹篾用以作為胎骨，再附上一層層的竹葉或竹篾，並使用絲線固定，是東亞及東南亞農夫及漁民的傳統日常服飾，輕便好用，可遮陽擋雨，大多为手工制作，造价低廉。
斗笠常見於中國文學之中，如：《紅樓夢》、《漁歌子》等。
越南語中叫做或者，參見附圖。